# 辰巳蒼生
辰巳 蒼生（たつみ あおい、1968年10月2日 - ）は、日本の俳優。東京都出身。

## 出演

### 映画
- ハブと拳骨（2005年）- 吉岡 役
- 砂時計（2008年）- 先生 役
- 麻雀創世記〜打天使（2008年）- 牧村 役
- RAILWAYS 49歳で電車の運転士になった男の物語（2009年）- 医者・岡崎 役
- GANTZ（2011年）- 教授 役
- 麒麟の翼（2012年）
- ニワトリ★スター（2018年）
- 生きない（2023年）[1]

### テレビドラマ
- 月曜ミステリー劇場「東京地検特捜部・教授検事」（TBS）
- 火曜サスペンス劇場（日本テレビ）
  - 「だます女だまされる女」
    - 第6弾「耳飾り」
- DRAMA COMPLEX（日本テレビ）
  - 「だます女だまされる女」
    - 第9話「シロサギは静かに笑う」
- 恋する日曜日「県境」（2007年、BS-i）- 佐々木 役
- デカワンコ 最終話（2011年、日本テレビ）- 野々村 役
- アスコーマーチ〜明日香工業高校物語〜 最終話（2011年、テレビ朝日）
- 絶対零度 特殊犯罪潜入捜査 第8話（2011年、フジテレビ）- 捜査員 役
- 捜査検事・近松茂道 10（2011年、テレビ東京）- 菅谷拓実 役
- 七人の敵がいる! 〜ママたちのPTA奮闘記〜（2012年、東海テレビ）- スミス 役
- VISION-殺しが見える女- 第4話（2012年、読売テレビ）- 佐藤啓太 役
- ゴーイング マイ ホーム（2012年、関西テレビ）- 浅井 役
- ネオ・ウルトラQ（2013年、WOWOW）- 丹下准教授 役
- ハンチョウ〜警視庁安積班〜 シリーズ6 第1・2話（2013年、TBS）- 大久保慎一 役
- 相棒 season12 第6話「右京の腕時計」（2013年11月20日、テレビ朝日）-　関一馬 役
- SAVEPOINT（2014年6月5日 - 6月26日、テレビ東京）- シロウ 役
- 黒服物語 第2話（2014年、テレビ朝日）- 松島 役

### 舞台・劇場
- かもめ（2006年）- トリゴーリン 役
- ジュリアスシーザー（2006年）- ブルータス 役
- ボロと宝石（2007年）- 国友 役
- 12LIARS （2008年）- 主演：No.8 役
- アウロラ〜しらせに乗って（2009年）- 主演：志村 役
- パパアイラブユー（2010年）- 主演：デービット 役
- ら抜きの殺意（2010年）- 主演
- 兄帰る（2011年）- 主演

### インターネットシネマ
- さよならの請求書（2006年）- 西 役
- 探偵事務所5シリーズ・七つの顔（2006年）

### ミュージック・ビデオ
- 島谷ひとみ 「泣きたいなら」（2008年）
- 鈴村健一 「月とストーブ」（2010年）